# テレサ・ストラータス

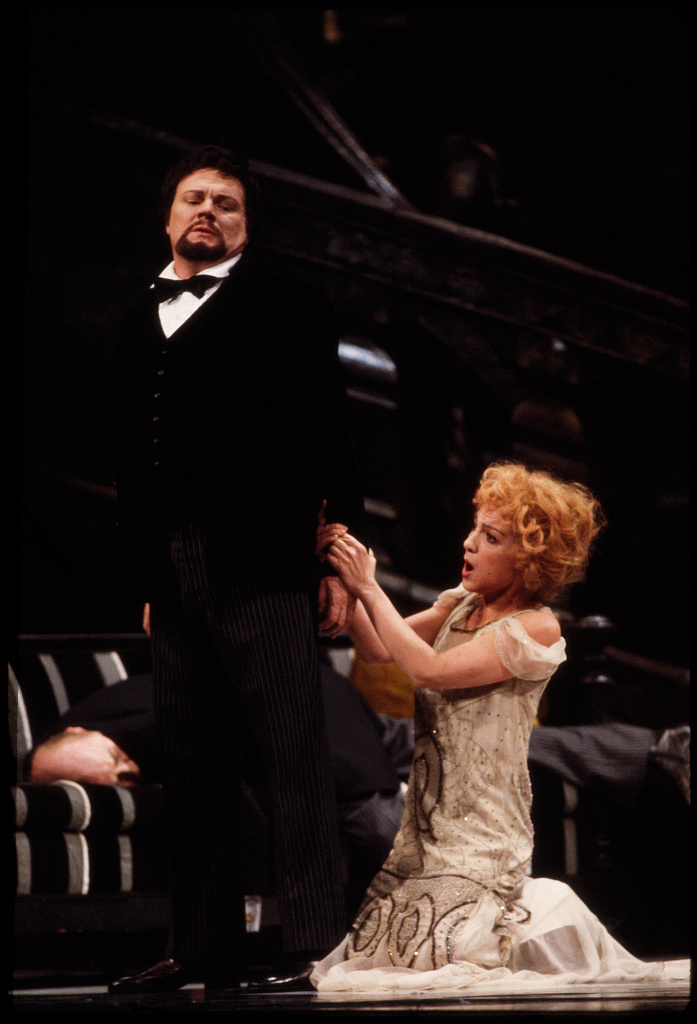
テレサ・ストラータス（右）1984年

テレサ・ストラータス（Teresa Stratas, 本名：Anastasia Stratakis, 1938年5月26日 - ）は、カナダ出身のオペラ歌手（ソプラノ）。
トロント生まれのギリシャ系。欧州各地の歌劇場やメトロポリタン歌劇場で活躍。レコーディングや公演にも増して、多くのオペラ映画に主演した。60年代にやはり美貌で人気を集めたアンナ・モッフォと入れ替わるように70年代にピークを築く。モッフォや、ギリシャ系北米人として先達にあたるマリア・カラスらがイタリアオペラ中心だったのに対して、ドイツ系レパートリーを得意とした。映画形式で『サロメ』『アトランティスの皇帝』『小鳥売り』『パガニーニ』『ジュディッタ』『ロシアの皇太子』、『コシ・ファン・トゥッテ』(イタリア語)、ライブ映像で『ルル』、録音でカラヤン指揮の『メリー・ウィドウ』、クロンプホルツ指揮の『売られた花嫁』(ドイツ語訳詞版)、ブーレーズ指揮の『ルル』(上記ライブ映像の並行制作セッション)、クルト・ヴァイル歌曲集などを残しており、地の台詞でのドイツ語も流暢にこなした。他に、イタリアオペラでは『道化師』、『椿姫』、『ラ・ボエーム』、英語オペラで『アマールと夜の訪問者』などの映像がある。特に『椿姫』は多額の予算を投じて巨大セットをいくつも組んだ大作映画で、日本でも全国劇場公開された。喜劇ではコケティッシュな、悲劇では薄幸な雰囲気を漂わせ、人気を博した。
1981年にグラミー賞を受賞している。